# Bonsesche Ungleichung
Die Bonsesche Ungleichung ist ein Satz über das Wachstum der Primzahlen. Sie besagt, dass das Quadrat einer Primzahl kleiner ist als das Produkt der kleineren Primzahlen. Gefunden und veröffentlicht wurde die Ungleichung von dem Münsteraner Studenten Bonse im Jahr 1907. Einem breiten Publikum nahegebracht wurde sie durch das populärwissenschaftliche Mathematikbuch Von Zahlen und Figuren der beiden Mathematiker Hans Rademacher (1892–1969) und Otto Toeplitz (1881–1940).
Formal: Wenn {\displaystyle (p_{n})_{n=1,\ldots }} die Folge der Primzahlen bezeichnet, 
dann gilt für alle {\displaystyle n\geq 5}:
{\displaystyle {p_{n}}^{2}<p_{1}\cdot p_{2}\cdot p_{3}\cdots p_{n-1}=2\cdot 3\cdot 5\cdots p_{n-1}}.
Für {\displaystyle n\leq 4} gilt diese Ungleichung nicht. Es ist also
{\displaystyle {4=2^{2}>1}}
{\displaystyle {9=3^{2}>2=2}}
{\displaystyle {25=5^{2}>2\cdot 3=6}}
{\displaystyle {49=7^{2}>2\cdot 3\cdot 5=30}}
{\displaystyle {121=11^{2}<2\cdot 3\cdot 5\cdot 7=210}}
{\displaystyle {169=13^{2}<2\cdot 3\cdot 5\cdot 7\cdot 11=2310}}
{\displaystyle {289=17^{2}<2\cdot 3\cdot 5\cdot 7\cdot 11\cdot 13=30030}}
usw.
Mit der Ungleichung lässt sich zeigen, dass {\displaystyle 30} die größte Zahl ist, die die Eigenschaft besitzt, dass alle zu ihr teilerfremden Zahlen {\displaystyle \leq 30} Primzahlen oder {\displaystyle 1} sind. Diese sind hier im Speziellen: {\displaystyle 1,7,11,13,17,19,23,29}.

## Verschärfungen
Wie Rademacher und Toeplitz bemerken, gibt es bessere Ergebnisse als die Bonsesche Ungleichung; wie etwa eine von Pafnuti Lwowitsch Tschebyschow gefundene Ungleichung, welche besagt, dass eine jede Primzahl kleiner als das Doppelte der jeweiligen Vorgängerprimzahl ist.  Doch lassen sich diese besseren Ergebnisse nur mit kraftvollen Mitteln der höheren Mathematik beweisen, während Bonse für den Beweis seiner Ungleichung allein elementare Mittel benötigte.
Eine noch stärkere Einschränkung sagt sogar eine Primzahl zwischen zwei Quadratzahlen voraus. Dies ist als Legendresche Vermutung bekannt, die jedoch bisher nicht bewiesen werden konnte.

## Mathematische Anwendungen
Robert J. Betts beschrieb im Jahr 2007, wie man mit Hilfe der Bonseschen Ungleichung Aussagen über die Größe von Primzahllücken bekommen kann, die zwar nicht so stark wie andere bekannte Abschätzungen sind, aber auf einfachere Art und Weise herzuleiten sind.